# 山崎正昭
山崎 正昭（やまざき まさあき、1942年〈昭和17年〉5月24日 - ）は、日本の政治家。自由民主党所属の参議院議員（6期）、自由民主党福井県支部連合会長。
福井県大野市議会議員（1期）、福井県議会議員（4期）、福井県議会議長（第73代）、大蔵政務次官、参議院議院運営委員長、参議院武力攻撃事態への対処に関する特別委員長、内閣官房副長官、参議院政府開発援助等に関する特別委員長、自由民主党参議院幹事長、参議院副議長（第29代）、参議院議長（第30代）を歴任した。

## 経歴

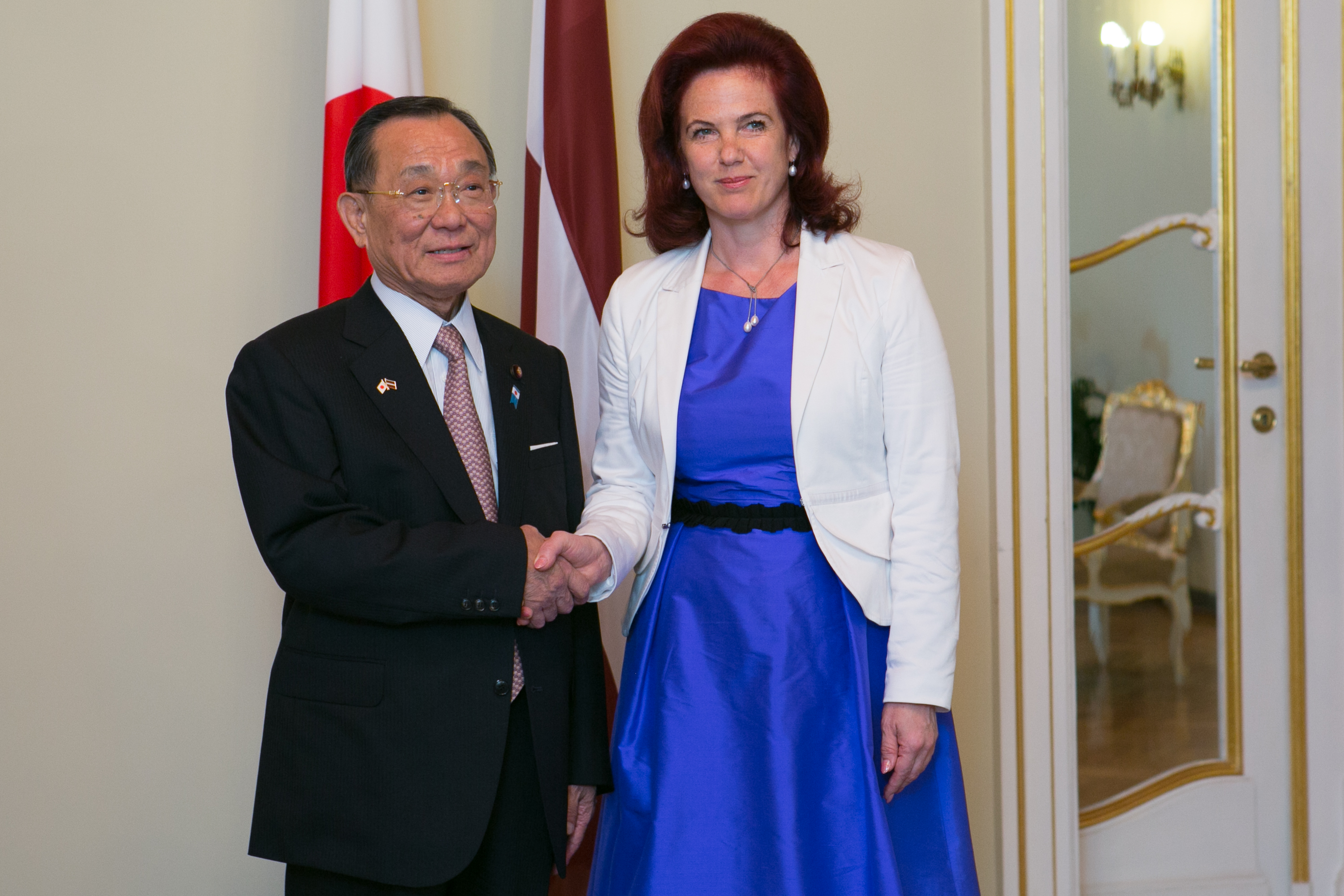
2014年、訪エストニア時。サエイマ議長Solvita Āboltiņaと

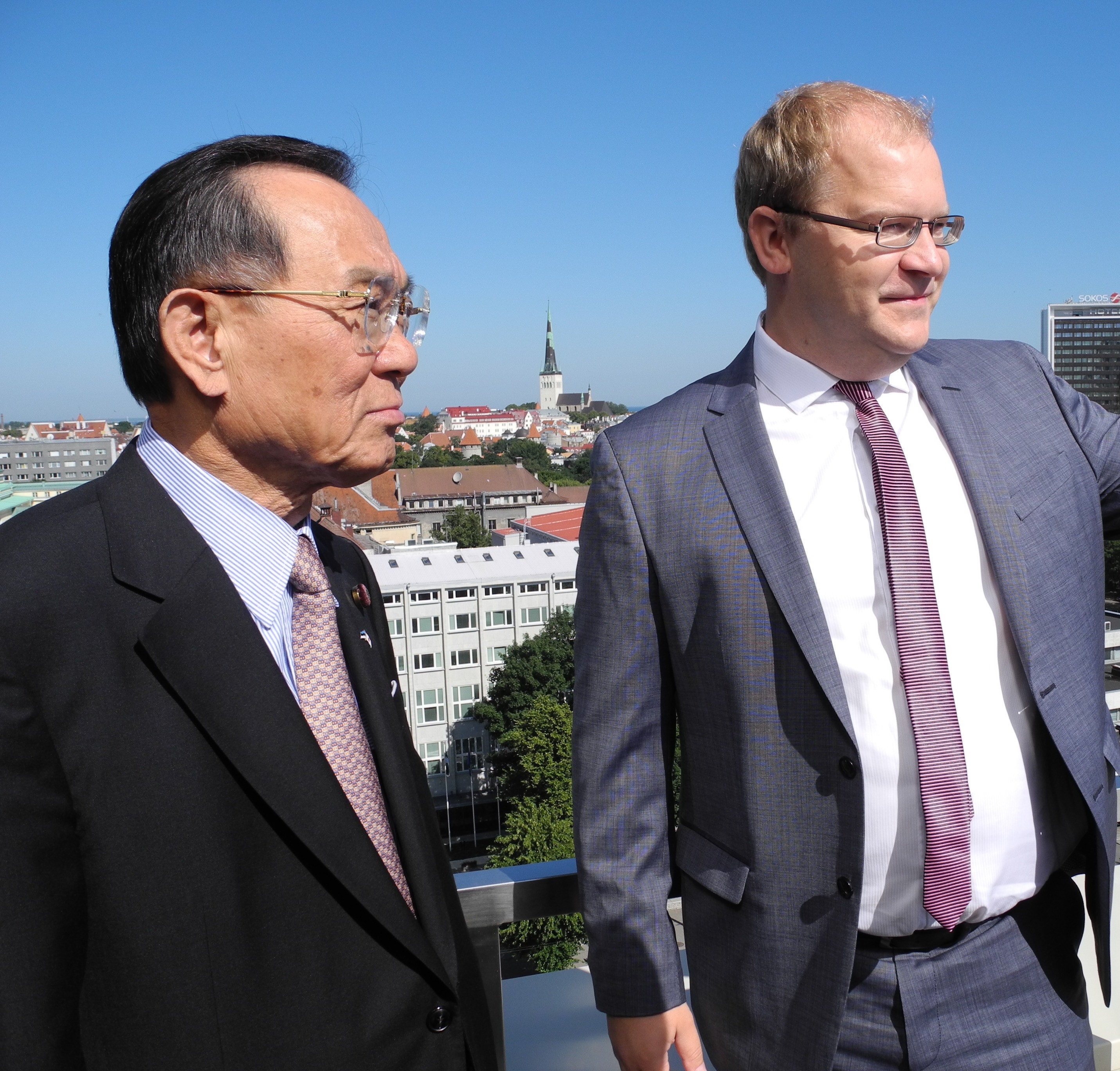
2014年訪エストニア時。外務大臣ウルマス・パエトと

福井県大野郡西谷村（現・大野市）出身。1965年、日本大学法学部政治経済学科卒業。
1975年、福井県大野市議会議員に就任。1979年、福井県議会議員に就任。福井県議会副議長（第72代）、福井県議会議長（第73代）も務めた。
1992年、第16回参議院議員通常選挙で福井県選挙区に出馬し、初当選。参議院議員となる。
1996年、第1次橋本内閣で大蔵政務次官を務めた。2003年、第1次小泉第2次改造内閣では内閣官房副長官に就任し、第3次小泉内閣まで務めた。
参議院では議院運営委員長、武力攻撃事態への対処に関する特別委員長、政府開発援助等に関する特別委員長などを務めた。また、2007年、自民党の参議院幹事長となった。
2012年、参議院副議長に就任。2013年、参議院議長に就任した。
2022年、第26回参議院議員通常選挙で6選。これまでは20万票以上を獲得して圧勝した山崎であったが、得票数は13万5千票に留まり、斉木武志に1万3千票差での辛勝となった。

## 政策・主張

### 憲法
- 憲法改正について、2022年のNHK、毎日新聞社のアンケートで「賛成」と回答[6][7]。
- 9条改憲について、2022年の毎日新聞社のアンケートで「改正して、自衛隊の存在を明記すべきだ」と回答[7]。9条への自衛隊の明記について、2022年のNHKのアンケートで「賛成」と回答[6]。
- 憲法を改正し緊急事態条項を設けることについて、2022年のNHKのアンケートで「賛成」と回答[6]。

### 外交・安全保障
- 敵基地攻撃能力を持つことについて、2022年のNHKのアンケートで「どちらかと言えば賛成」と回答[6]。
- 普天間基地の辺野古移設について、2022年の毎日新聞社のアンケートで「賛成」と回答[7]。
- 非核三原則についてどう考えるかとの問いに対し、2022年のNHKのアンケートで「維持すべき」と回答[6]。
- ロシアは2022年2月24日、ウクライナへの全面的な軍事侵攻を開始した[8]。日本政府が行ったロシアに対する制裁措置についてどう考えるかとの問いに対し、2022年のNHKのアンケートで「適切だ」と回答[6]。同年の毎日新聞社のアンケートで「制裁をより強めるべきだ」と回答[7]。
- 2022年6月7日、政府は経済財政運営の指針「骨太方針」を閣議決定した。NATO加盟国が国防費の目標としている「GDP比2%以上」が例示され、防衛力を5年以内に抜本的に強化する方針が明記された[9]。「防衛費を今後どうしていくべきだと考えるか」との問いに対し、2022年のNHKのアンケートで「ある程度増やすべき」と回答[6]。

### ジェンダー
- 選択的夫婦別姓制度の導入について、2022年の毎日新聞社のアンケートで「反対」と回答[7]。
- 同性婚を可能とする法改正について、2022年の毎日新聞社のアンケートで「反対」と回答[7]。
- クオータ制の導入について、2022年のNHKのアンケートで「どちらかといえば反対」と回答[6]。

### その他
- アベノミクスについて、2022年の毎日新聞社のアンケートで「当面は継続すべきだ」と回答[7]。
- 「原子力発電への依存度を今後どうするべきか」との問題提起に対し、2022年のNHKのアンケートで「今の程度でよい」と回答[6]。
- 国会議員の被選挙権年齢の引き下げについて、2022年の毎日新聞社のアンケートで「反対」と回答[7]。

## 人物・発言
- 長男の山崎利昭は元大野市議会議長[10][11]。
- 自民党が2018年5月に発表した党所属国会議員の前年度の党員獲得数ランキング[12]ではワースト10入り。
- 朝日新聞の調べでは、議長退任後から2022年の参議院選挙までの264回の本会議のうち、通常国会を中心に約3割にあたる77回を欠席していた[13]。
- 2023年12月22日、山崎が最高顧問として所属する自民党の最大派閥「清和政策研究会」（安倍派）が、政治資金パーティー収入の一部を改選前の参院議員に裏金としてキックバック（還流）していた疑いがあるとの報道について、「私はない。公認料しかもらっていない」と全面的に否定しながら、「不満に思っているくらい。俺だけなんでないんだろうな」などと述べた[14]。自民党の危機的状況下に何とも緊張感がないように感じられる発言に、X（旧ツイッター）には、「もうイヤこんな人たち」「『軽はずみな言動』のお手本」「あきれ果て過ぎて怒り続きで疲れ果てております」「本気で言ってるなら勘弁してくれ、冗談で言ってるなら人としてどうかだわ」などの声が挙がった[15]。
- 2009年には週刊新潮7月16日号[16]にて愛人及び隠し子未認知問題[17]が報じられた。

## 略歴
出典:

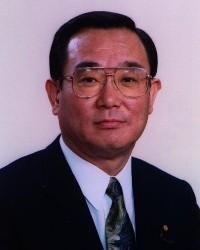
2003年、内閣官房副長官時

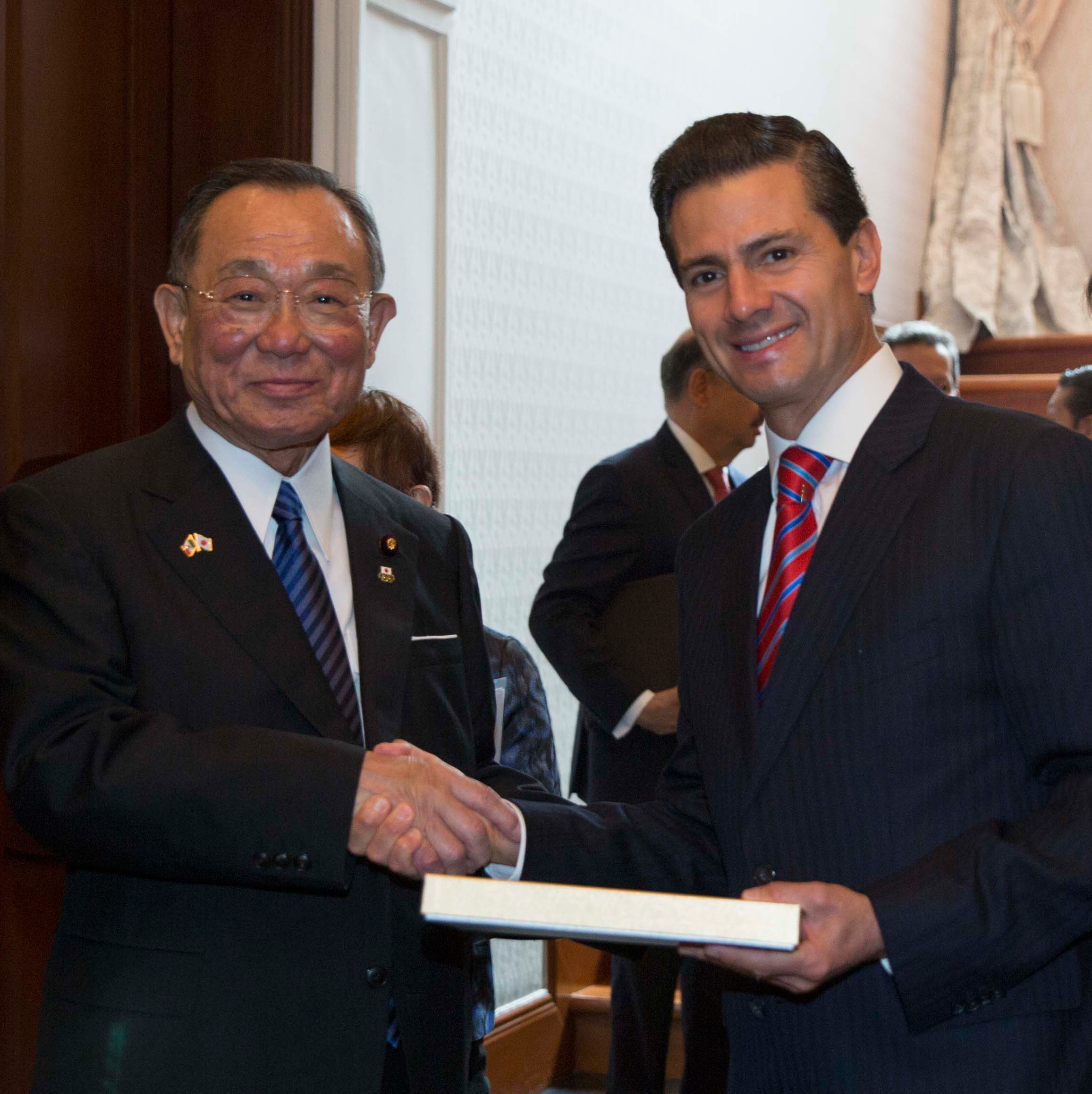
2015年、訪メキシコ時。メキシコの大統領エンリケ・ペーニャ・ニエトと

- 1965年 日本大学法学部政治経済学科卒業
- 1975年 大野市議会議員に当選
- 1979年 福井県議会議員に当選
- 1985年 福井県議会副議長に就任
- 1991年 福井県議会議長に就任
- 1992年 第16回参議院議員通常選挙に福井県選挙区から自民党公認で出馬し、初当選
- 1996年 第1次橋本内閣で大蔵政務次官に就任
- 1998年 第18回参議院議員通常選挙で再選
- 2001年 参議院議院運営委員長に就任
- 2003年 第2次小泉内閣で内閣官房副長官に就任
- 2004年 第20回参議院議員通常選挙で3選
- 2007年 自由民主党参議院幹事長に就任
- 2009年 体調不良により参議院幹事長を辞任
- 2010年 第22回参議院議員通常選挙で4選
- 2012年 参議院副議長に就任
- 2013年 参議院議長に就任
- 2016年 第24回参議院議員通常選挙で5選
- 2022年 第26回参議院議員通常選挙で6選

## 栄典
- オランダ:オラニエ＝ナッサウ勲章ナイト・グランド・クロス - （2014年10月29日）

## 所属団体・議員連盟
- 日本会議国会議員懇談会[18]（副幹事長）
- 神道政治連盟国会議員懇談会[18]
- みんなで靖国神社に参拝する国会議員の会[18]
- 天皇陛下御即位二十年奉祝国会議員連盟（常任幹事）
- TPP交渉における国益を守り抜く会
- 日本の前途と歴史教育を考える議員の会

## 支援団体
- 全国たばこ販売政治連盟（2022年参院選組織推薦候補者）[19]

## 選挙歴
| 当落 | 選挙                     | 執行日         | 年齢 | 選挙区       | 政党       | 得票数     | 得票率 | 定数 | 得票順位 /候補者数 | 政党内比例順位 /政党当選者数 |
| ---- | ------------------------ | -------------- | ---- | ------------ | ---------- | ---------- | ------ | ---- | ------------------ | ---------------------------- |
| 当   | 1975年大野市議会議員選挙 | 1975年         | 32   | ーー         | ーー       | ーー票     | ーー   |      | /                  | /                            |
| 当   | 1979年福井県議会議員選挙 | 1979年4月13日  | 36   | ーー         | ーー       | ーー票     | ーー   |      | /                  | /                            |
| 当   | 1983年福井県議会議員選挙 | 1983年4月10日  | 40   | ーー         | ーー       | ーー票     | ーー   |      | /                  | /                            |
| 当   | 1987年福井県議会議員選挙 | 1987年4月12日  | 44   | ーー         | ーー       | ーー票     | ーー   |      | /                  | /                            |
| 当   | 1991年福井県議会議員選挙 | 1991年4月7日   | 48   | ーー         | ーー       | ーー票     | ーー   |      | /                  | /                            |
| 当   | 第16回参議院議員通常選挙 | 1992年07月26日 | 50   | 福井県選挙区 | 自由民主党 | 21万6105票 | 59.47% | 1    | 1/3                | /                            |
| 当   | 第18回参議院議員通常選挙 | 1998年07月12日 | 56   | 福井県選挙区 | 自由民主党 | 20万5569票 | 52.25% | 1    | 1/4                | /                            |
| 当   | 第20回参議院議員通常選挙 | 2004年07月11日 | 62   | 福井県選挙区 | 自由民主党 | 21万8885票 | 56.04% | 1    | 1/3                | /                            |
| 当   | 第22回参議院議員通常選挙 | 2010年07月11日 | 68   | 福井県選挙区 | 自由民主党 | 21万2605票 | 51.23% | 1    | 1/3                | /                            |
| 当   | 第24回参議院議員通常選挙 | 2016年07月10日 | 74   | 福井県選挙区 | 自由民主党 | 21万7304票 | 60.12% | 1    | 1/3                | /                            |
| 当   | 第26回参議院議員通常選挙 | 2022年07月10日 | 80   | 福井県選挙区 | 自由民主党 | 13万5762票 | 39.74% | 1    | 1/6                | /                            |